# Kaplica św. Jerzego w Lądku-Zdroju
Kaplica św. Jerzego w Lądku-Zdroju – rzymskokatolicka kaplica pw. św. Jerzego, wybudowana w 1658, znajdująca się w Lądku-Zdroju.
Wczesnobarokowa świątynia pełni obecnie funkcję kościoła pomocniczego parafii Narodzenia Najświętszej Maryi Panny w Lądku-Zdroju.

## Historia
Kaplicę postawiono w latach 1656–1658 z fundacji starosty kłodzkiego, hrabiego Johanna Georga von Götzena. Zastąpiła kilka swych poprzedniczek, wśród których pierwszą, nakładem własnych środków wybudował w 1498 książę ziębicki i hrabia kłodzki Jerzy Podiebradowicz, a poprzednia drewniana powstała w 1637. Kaplicę poświęcił 21 czerwca 1665 arcybiskup praski kard. Ernst Adalbert von Harrach. Około 1720 przebudowano wnętrze świątyni: wprowadzono artykulację wiązkami pilastrów, założono nowy chór muzyczny z drewnianą balustradą, a kopułę ozdobiono polichromią. Po 1945 rozebrano dobudowaną wcześniej zakrystię i przeprowadzono powierzchowne prace konserwatorskie. W latach 1980. i 1990. kaplica została kilkakrotnie okradziona i zdewastowana. W latach 1997–1998 gruntownie wyremontowana. Po zakończonym remoncie 8 listopada 1998 kaplicę konsekrował arcybiskup metropolita wrocławski Henryk Gulbinowicz.

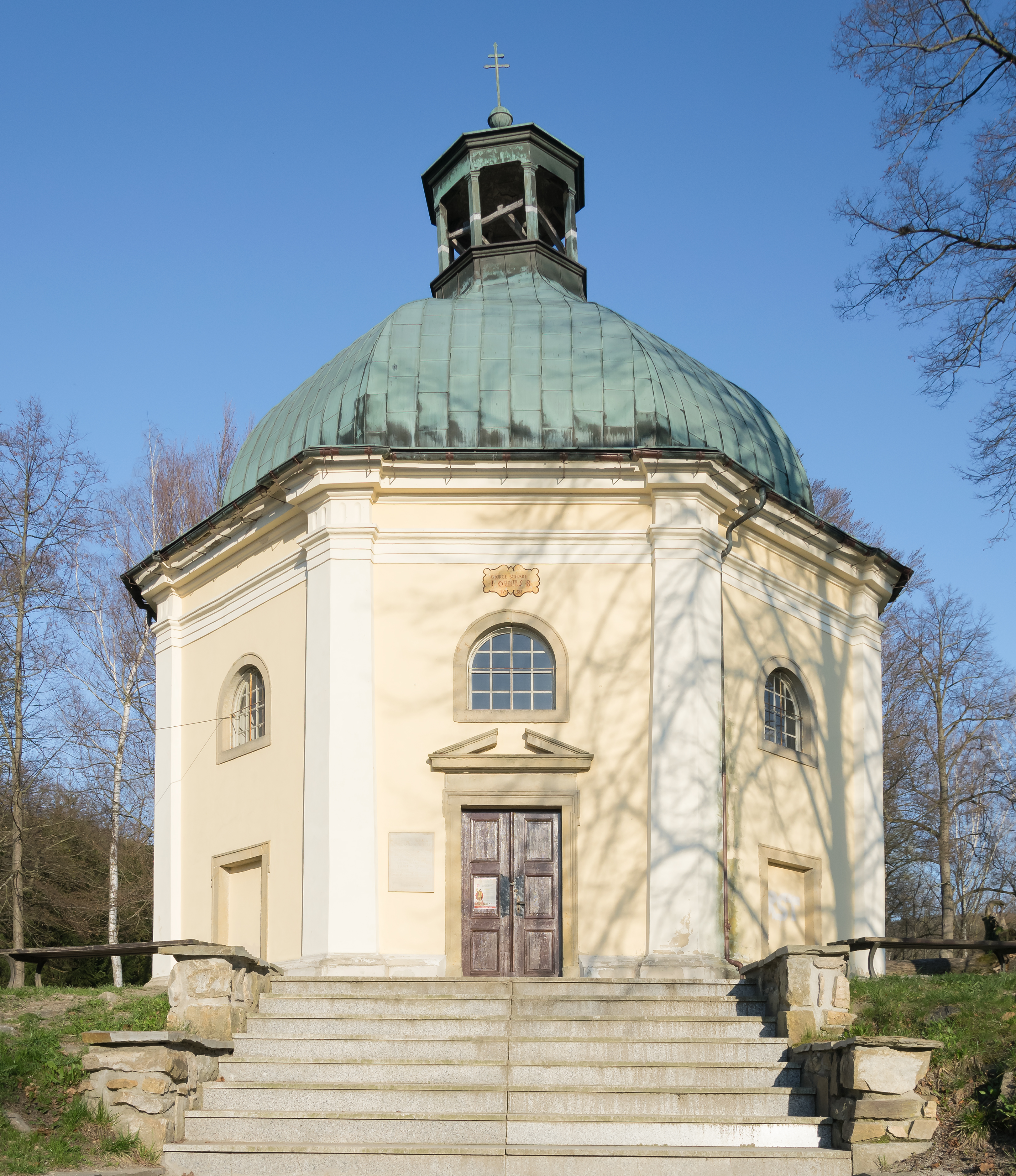
Elewacja frontowa
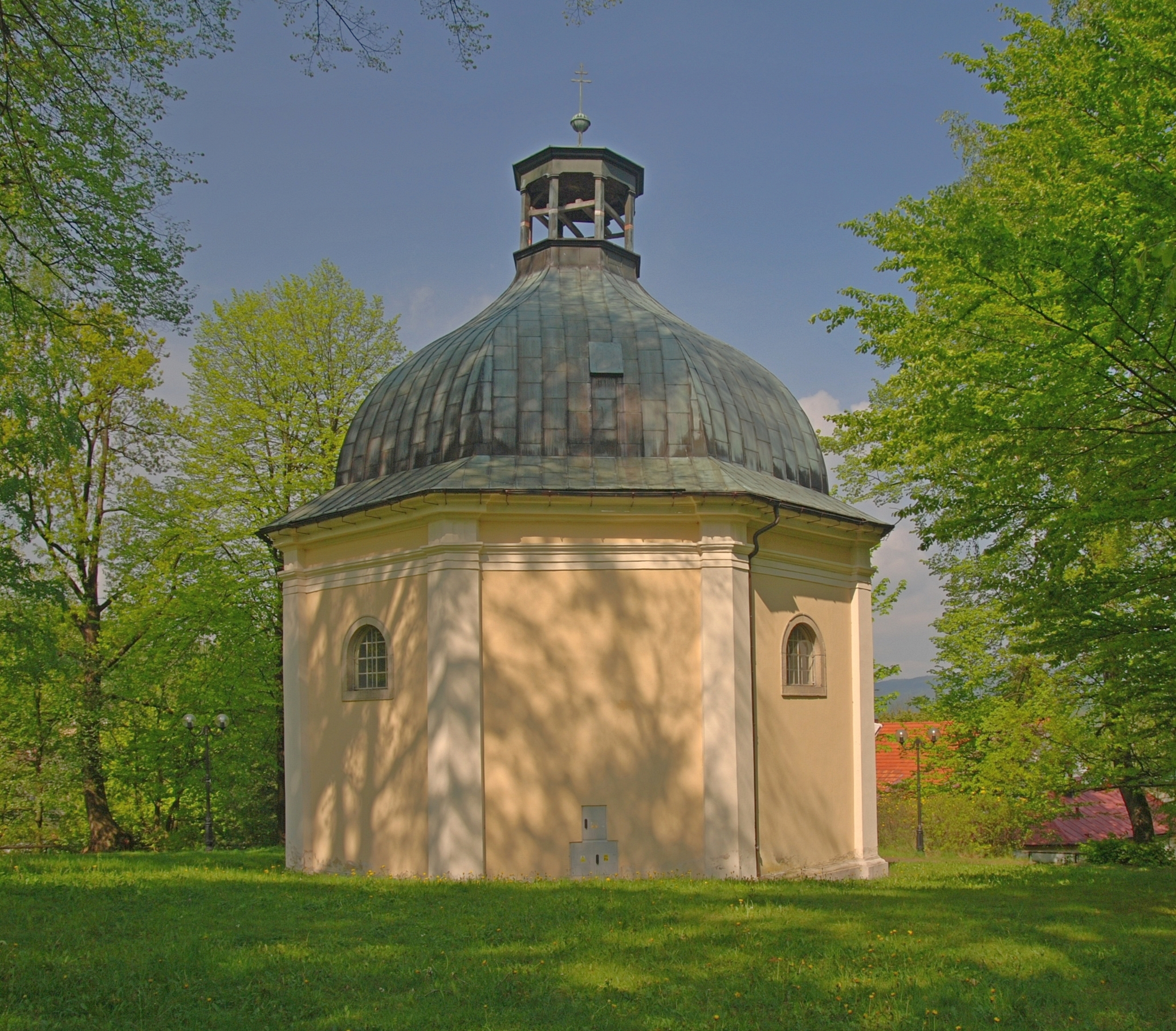
Elewacja północna
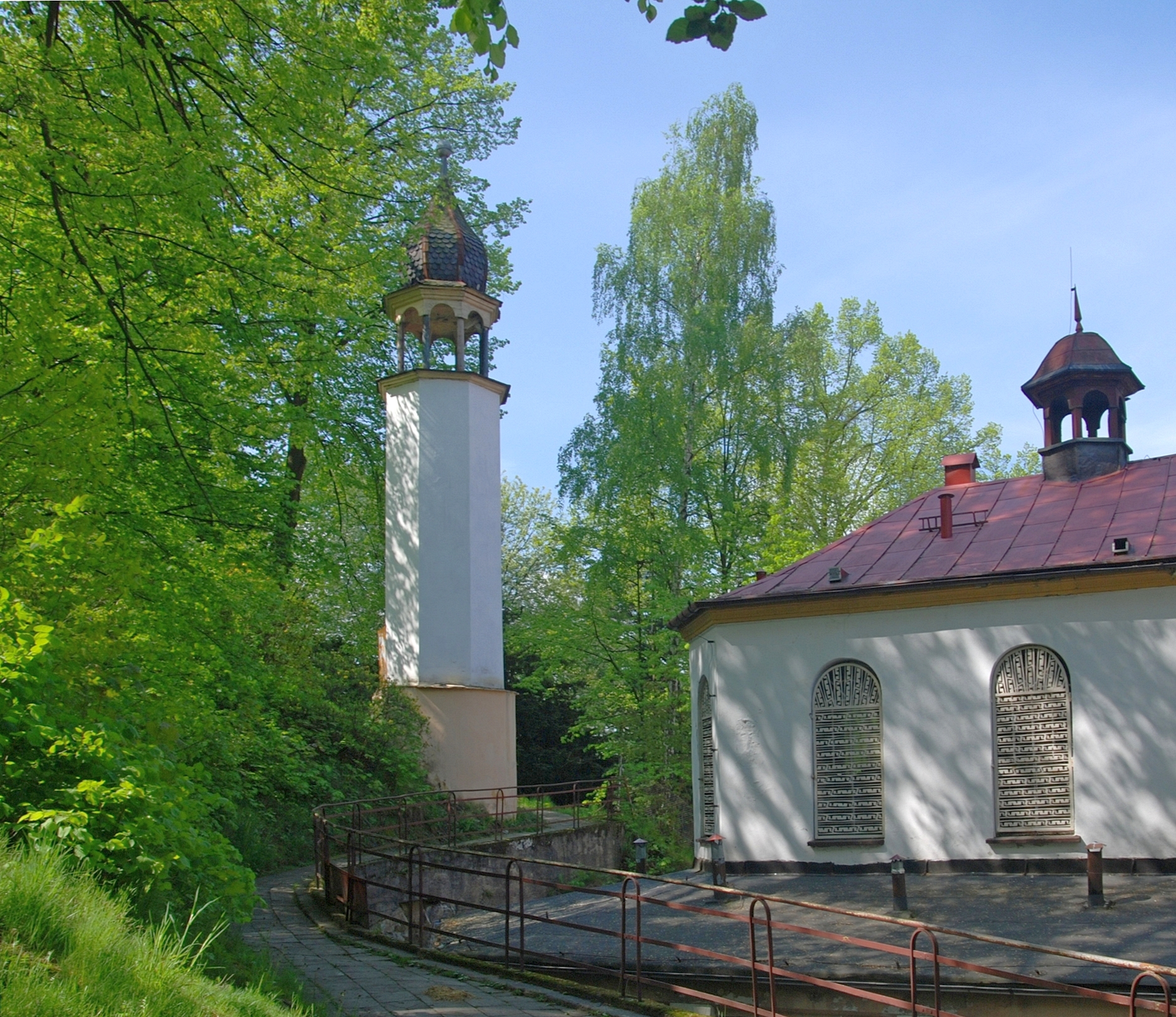
Dzwonnica, dawna wieża zegarowa
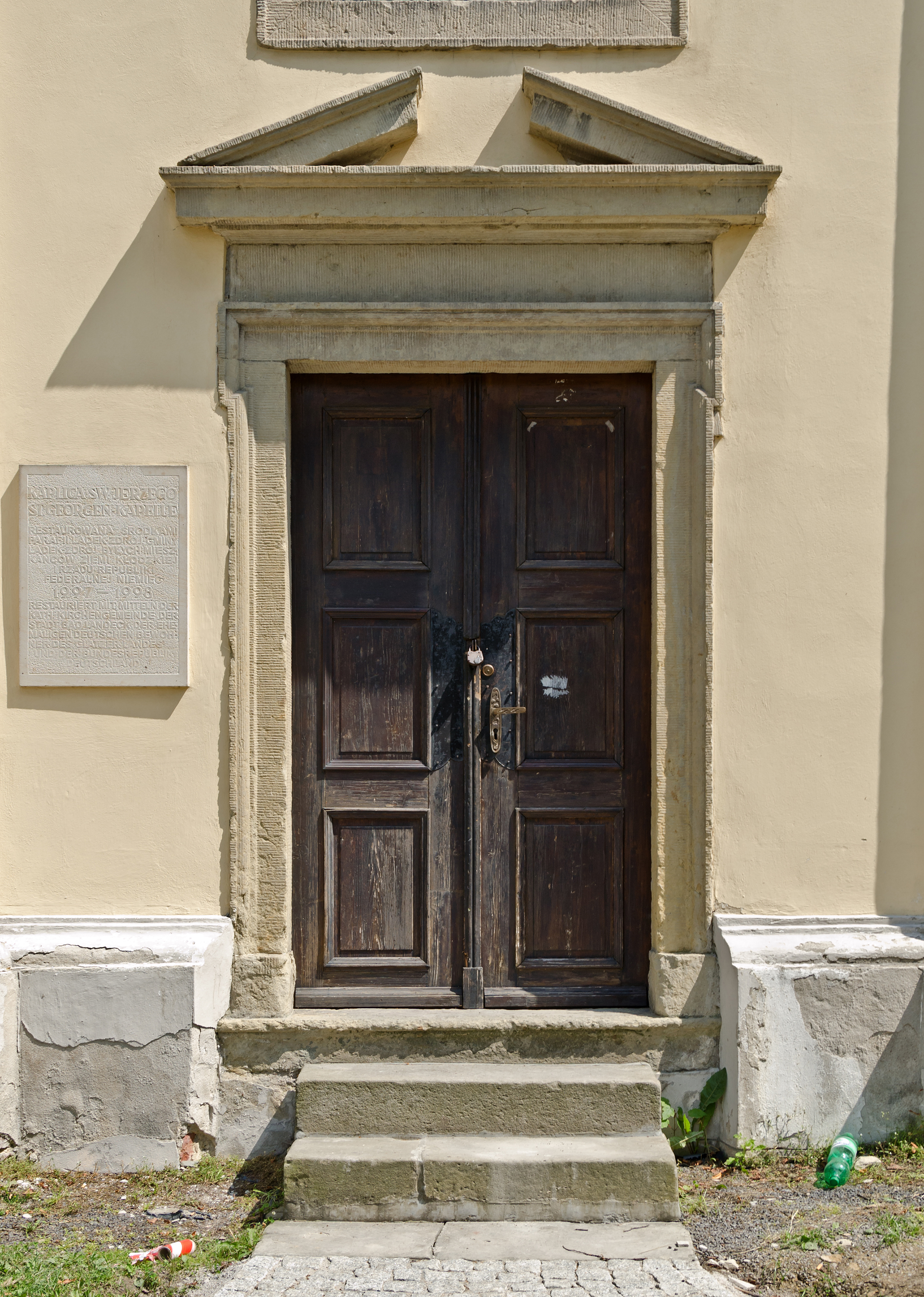
Drzwi wejściowe do kaplicy

## Architektura i wyposażenie
Kaplica znajduje się na Wzgórzu Świętojerskim w parku im. Moniuszki. Zaprojektowali ją Baltazar i Hans Hanischowie. Jest to budowla orientowana, murowana, otynkowana. Założona na planie ośmioboku, a wewnątrz kolista. Nakryta baniastą miedzianą kopułą z latarnią. Elewacje dzielone pilastrami z portalem głównym zwieńczonym prostokątną płyciną oraz przerwanym, trójkątnym naczółkiem. Nad wejściem do kaplicy napis z datą jej powstania.
Koliste wnętrze kaplicy podzielone wiązkami pilastrów. Stropowa kopuła ozdobiona iluzjonistyczną polichromią z 1720 przypisywana Johannowi Jacobowi Eybelwieserowi, wrocławskiemu malarzowi austriackiego pochodzenia oraz uczniowi Michaela Willmanna lub malarzowi J.H. Kynastowi z Bystrzycy Kłodzkiej. W plafonie centralnym niebo z Trójcą Świętą, a w czterech obrzeżnych sceny z życia i śmierci św. Jerzego. Ołtarz główny z 1682.

## Otoczenie
Obok kaplicy wieża zegarowa, przypominająca formą minaret, wybudowana staraniem władz miejskich w 1580 specjalnie dla zegara ufundowanego zdrojowi przez księcia brzeskiego Jerzego II. Budowla ośmioboczna, zwieńczona ażurową galeryjką i baniastym hełmem. Obecny zegar na wieży pochodzi z XIX w., a wieża użytkowana jest jako dzwonnica kaplicy.

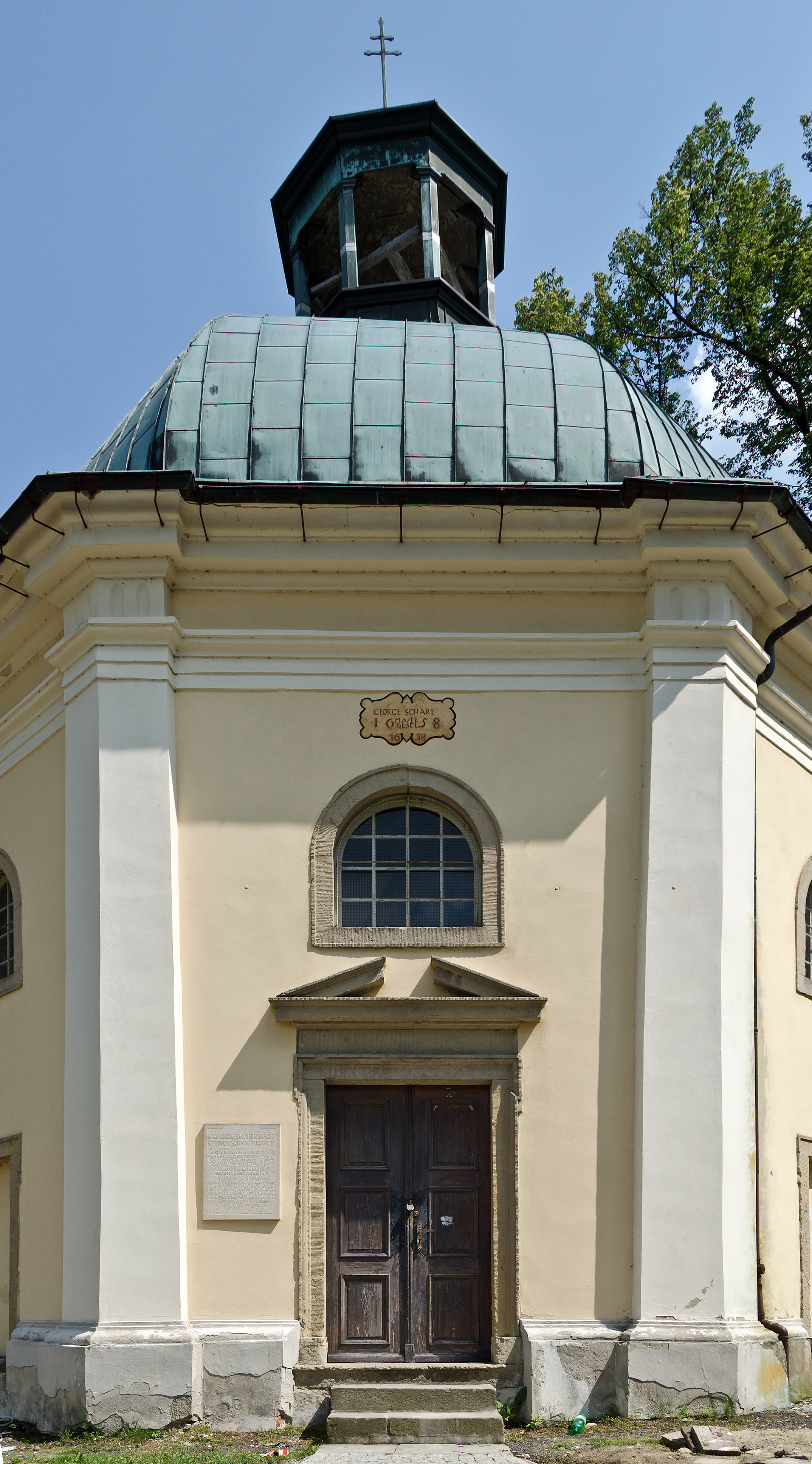
Wejście
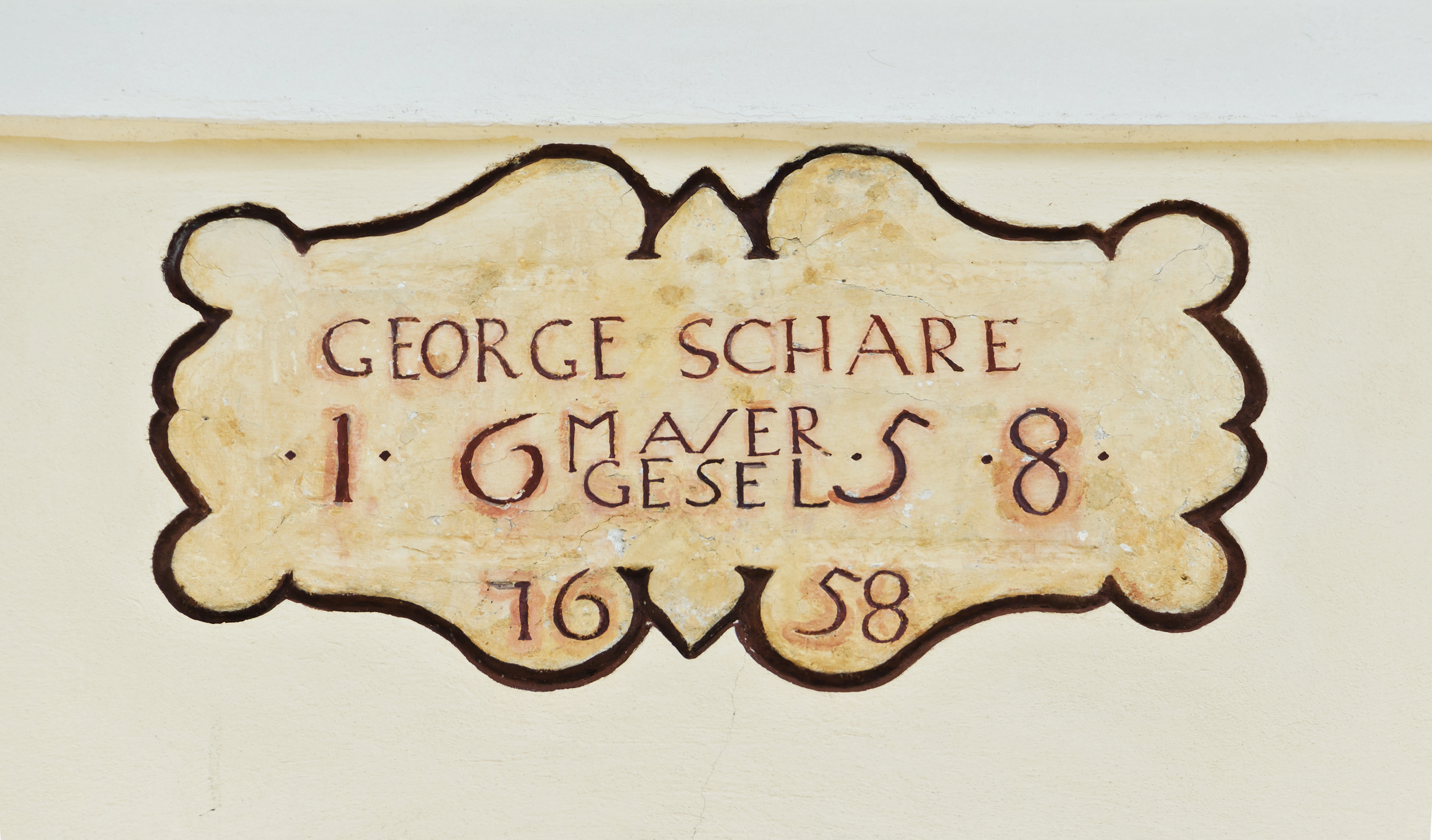
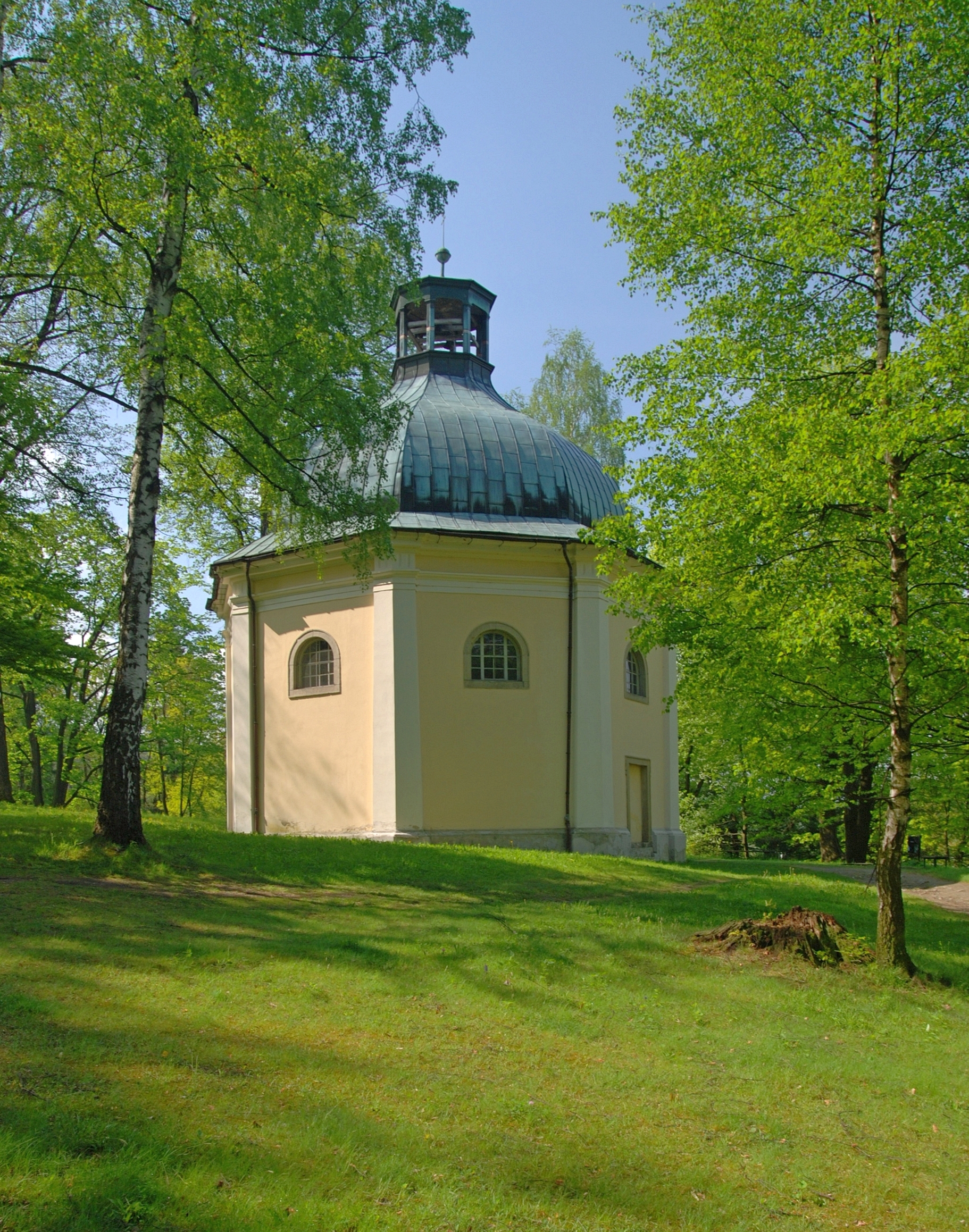
Widok ogólny